# Linea di successione al trono di Sassonia

Stemma del Regno di Sassonia

La linea di successione al trono di Sassonia segue il criterio della legge semi-salica, ossia permette l'ascesa al trono delle donne se non ci sono eredi maschi.
Il regno di Sassonia è stato sciolto nel 1918 all'abdicazione del re Federico Augusto III di Sassonia. L'attuale pretesa al trono è contesa tra Alessandro di Sassonia-Gessaphe e Daniel di Sassonia.

## Regole di successione
La linea di successione a Maria Emanuele, morto nel 2012, è tuttora disputata.
Il paragrafo 6 della costituzione del regno di Sassonia affermava laconicamente: "La linea di successione è ereditaria maschile all'interno della casa principesca sassone". La più logica interpretazione del termine "casa principesca sassone" è interpretata come un riferimento alla casata di Wettin nella sua interezza. Le leggi reali sassoni chiamano però la branca attuale con un altro termine, "branca albertina", e le caratteristiche sono state considerate sufficienti per includere anche i ducati ernestini all'interno della casa sassone. Questa linea renderebbe il granduca di Sassonia-Weimar-Eisenach come prossimo erede.

## Linee di successione

### Sassonia-Gessaphe
Nel maggio del 1997 il margravio di Meissen decise di scegliere Alexander de Afif, figlio di sua sorella Anna di Sassonia, come suo erede, adottandolo e dandogli legalmente il cognome ed il titolo di principe di Sassonia. Alexander, i suoi figli ed i suoi fratelli sono ora noti come principi di Sassonia-Gessaphe. I principi Alberto e Dedo, però, hanno affermato di non riconoscere questa decisione. La linea di successione secondo la linea Sassonia-Gessaphe è:
1. Alexander de Afif, principe di Sassonia-Gessaphe, nato nel 1954.
2. Georg Philipp, principe di Sassonia-Gessaphe, nato nel 1988.
3. Mauricio-Gabriel Roberto, principe di Sassonia-Gessaphe, nato nel 1989.
4. Paul Clemens Afif, principe di Sassonia-Gessaphe, nato nel 1993.

### De-morganatizzazione
Un'altra potenziale linea di successione nasce se si considerano esclusi i pari requisiti fra eredi maschi ed eredi femmine. Il principe Rüdiger, figlio del principe Timo di Sassonia, e la sua linea sarebbero perciò inclusi nella linea di successione. Ciò richiede la de-morganatizzazione del matrimonio di Timo, un atto che gli eredi possono fare se sono tutti d'accordo.
La linea di successione sarebbe dunque:
1. Daniel, principe di Sassonia, nato nel 1975.
2. Gero, principe di Sassonia, nato nel 2015.
3. Arne, principe di Sassonia, nato nel 1977.
4. Nils, principe di Sassonia, nato nel 1978.
5. Moritz, principe di Sassonia, nato nel 2009.

### Principi di Hohenzollern
Un altro potenziale pretendente al trono, a causa della legge semi-salica, potrebbe essere Carlo Federico di Hohenzollern-Sigmaringen, nato nel 1952, nipote della principessa Margaret di Sassonia (1900-1962), zia del margravio di Meissen. La successione cadrebbe su Federico Guglielmo se si accertasse che il matrimonio di Anna, madre del primo Sassonia-Gessaphe, non soddisfaceva i requisiti che le leggi di successione impongono (Afif appartiene infatti ad una famiglia maronita libanese). La linea di successione dopo Federico Guglielmo di Hohenzollern sarebbe dunque:
1. Alexander, principe di Hohenzollern, nato nel 1987.
2. Albrecht, principe di Hohenzollern, nato nel 1954.
3. Ferdinand, principe di Hohenzollern, nato nel 1960.
4. Aloys, principe di Hohenzollern, nato nel 1999.
5. Fidelis, principe di Hohenzollern, nato nel 2001.
6. Carl Christian, principe di Hohenzollern, nato nel 1962.
7. Nicolas, principe di Hohenzollern, nato nel 1999.
8. Hubertus, principe di Hohenzollern, nato nel 1966.
9. Moritz, principe di Hohenzollern, nato nel 1980.
10. Carl Alexander, principe di Hohenzollern, nato nel 1970.

## I ducati ernestini
Esistono un certo numero di linee all'interno della Casa di Wettin che potrebbero essere prese in considerazione ed inserite nella successione reale sassone. Esse sono:

### Sassonia-Weimar-Eisenach
- Capo della casa: principe Michele di Sassonia-Weimar-Eisenach.

1. principe Wilhelm Ernst di Sassonia-Weimar-Eisenach, nato nel 1946.

### Sassonia-Meiningen
- Capo della casa: principe Konrad, duca di Sassonia-Meiningen, nato nel 1952.

1. principe Frederick Constantin di Sassonia-Meiningen, nato nel 1980.

### Sassonia-Coburgo-Gotha
Nel 1863 Alberto Edoardo, principe di Galles (poi Edoardo VII del Regno Unito) ed Arthur, duca di Connaught, rinunciarono ai loro diritti al trono ducale di Sassonia-Coburgo-Gotha per sé e per i loro discendenti in favore del loro fratello minore. Secondo questa linea i duchi di Kent e di Gloucester avrebbero diritti di successione solo dopo la linea di Leopoldo, duca di Albany.
Nel 1932 il principe ereditario Leopold (figlio di Carlo Edoardo di Sassonia-Coburgo-Gotha) si sposò senza il permesso del capo della casa e perse tutti i suoi diritti di successione. I suoi discendenti non hanno diritto al titolo "sua altezza il principe/la principessa di Sassonia-Coburgo Gotha", ma possono utilizzare il titolo in tedesco per il loro cognome  "prinz/prinzessin von Sachsen-Coburg Gotha".
L'attuale capo della casa ducale di Sassonia-Coburgo-Gotha è il principe Andrea, duca titolare di Sassonia-Coburgo-Gotha, nato nel 1943.
La linea di successione è la seguente:
1. principe Hubertus, principe ereditario di Sassonia-Coburgo-Gotha, nato nel 1975.
2. principe Philipp Hubertus Andreas Christian di Sassonia-Coburgo-Gotha, nato nel 2015.
3. principe Alexander di Sassonia-Coburgo-Gotha, nato nel 1977.
4. Simon di Sassonia-Coburgo-Gotha, nato nel 1985.
5. Daniel di Sassonia-Coburgo-Gotha, nato nel 1988.
6. principe Maximilian di Sassonia-Coburgo-Gotha, nato nel 1972  (originariamente morganatico).
7. principe Ernst di Sassonia-Coburgo-Gotha, nato nel 1978  (originariamente morganatico).
8. Simeone II di Bulgaria, nato il 16 giugno 1937, (pretendente al trono di Bulgaria).
9. Boris,  principe di Bulgaria, principe di Tirnovo, nato il 12 ottobre 1997.
10. Beltran, principe di Bulgaria, nato il 23 marzo 1999.
11. Kyrill, principe di Bulgaria, principe di Preslav, nato l'11 luglio 1964.
12. Tassilo, principe di Bulgaria, principe di Preslav, nato il 20 gennaio 2002.
13. Kubrat, principe di Bulgaria, principe di Panagiurishte, nato il 5 novembre 1965.
14. Mirko, principe di Bulgaria, principe di Panagiurishte, nato il 26 aprile 1995.
15. Lukas, principe di Bulgaria, principe di Panagiurishte, nato il 15 luglio 1997.
16. Tirso, principe di Bulgaria, principe di Panagiurishte, nato il 3 giugno 2002.
17. Konstantin, principe di Bulgaria, principe di Vidin, nato il 5 dicembre 1967.
18. Umberto, principe di Bulgaria, principe di Vidin, nato il 20 novembre 1999.
19. Alberto II del Belgio, nato il 6 giugno 1934.
20. Filippo, re del Belgio, nato nel 1960.
21. Gabriele, principe del Belgio, nato nel 2003.
22. Emanuele, principe del Belgio, nato nel 2005.
23. Laurent, principe del Belgio, nato nel 1963.
24. principe Nicola, nato nel 2005.
25. principe Amerigo, nato nel 2005.